# Borlänge kommun
Borlänge kommune ligger det svenske län Dalarnas län i Dalarna. Kommunens administrationscenter ligger i byen Borlänge.

## Byer og landsbyer
Borlänge bestod i 2005 af syv byer og landsbyer.
Indb. pr. 31. december 2005.
| #  | By              | Indbyggere |
| -- | --------------- | ---------- |
| 1. | Borlänge        | 39 422     |
| 2. | Ornäs           | 1 094      |
| 3. | Torsång         | 685        |
| 4. | Halvarsgårdarna | 347        |
| 5. | Idkerberget     | 321        |
| 6. | Repbäcken       | 230        |
| 7. | Norr Amsberg    | 227        |